# Japans damlandslag i fotboll
Japans damlandslag i fotboll representerar Japan i fotboll för damer. De är det enda damlandslaget som har vunnit alla FIFA-tävlingar, deras största prestation var VM-guld 2011 och VM-silver 2015.
Första matchen spelades den 7 juni 1981 vid asiatiska mästerskapet 1981 i Hongkong mot Republiken Kina (Taiwan) som vann med 1-0.

## Meriter

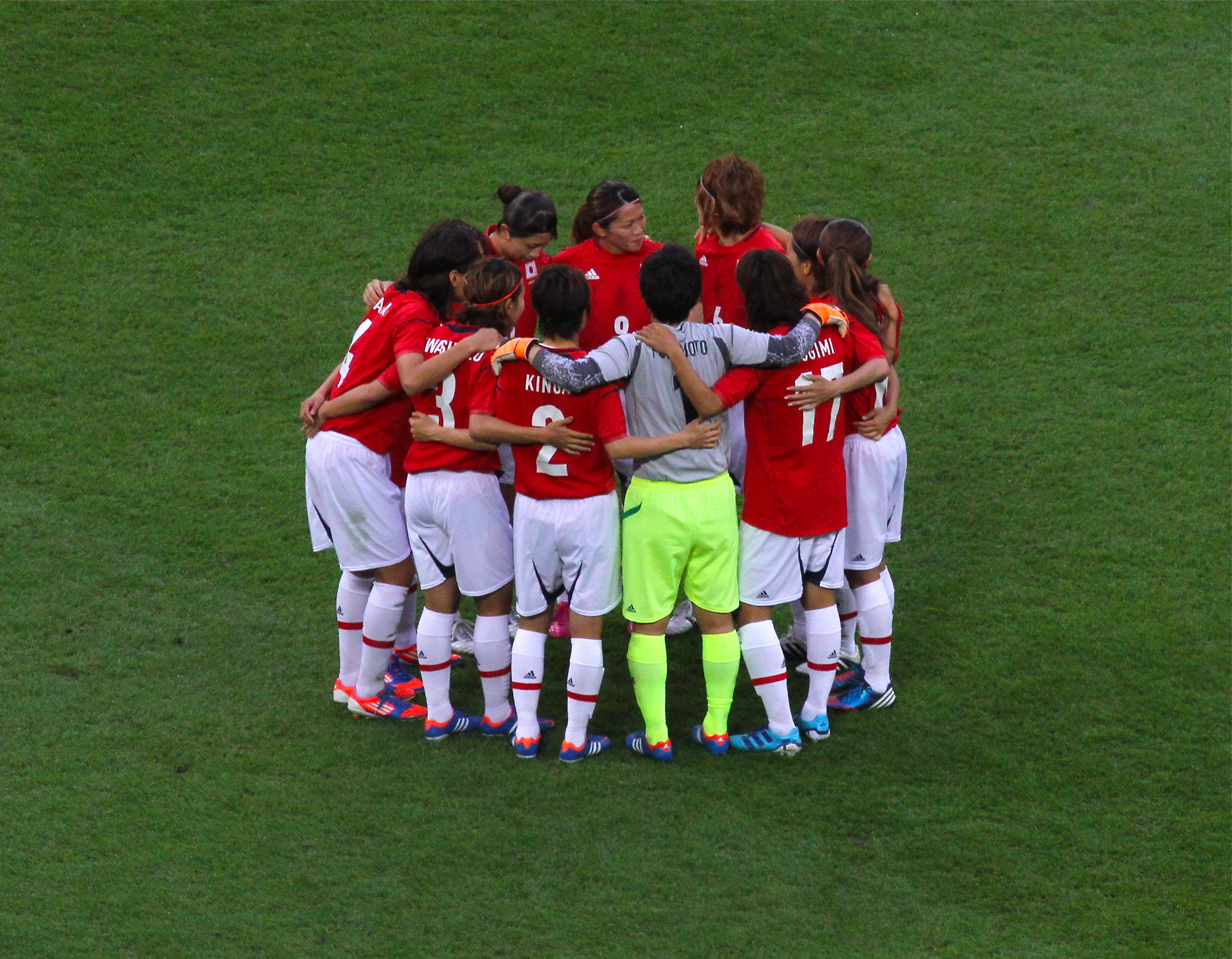
Japans landslag inför matchen om guldet vid OS 2012.

### VM-turneringar
- 1991: Gruppspel
- 1995: Kvartsfinal
- 1999: Gruppspel
- 2003: Gruppspel
- 2007: Gruppspel
- 2011: Guld
- 2015: Silver
- 2019: Åttondelsfinal
- 2023: Kvartsfinal

### OS-turneringar
- 1996: Gruppspel
- 2000: Ej kvalificerat
- 2004: Kvartsfinal
- 2008: Fjärde plats
- 2012: Silver
- 2016: Ej kvalificerat
- 2020: Kvartsfinal

### Asiatiska mästerskapsturneringar
- 1975: Ej kvalificerade
- 1977: Gruppspel
- 1979: Ej kvalificerade
- 1981: Gruppspel
- 1983: Ej kvalificerade
- 1986: Silver
- 1989: Brons
- 1991: Silver
- 1993: Brons
- 1995: Silver
- 1997: Brons
- 1999: 4:e plats
- 2001: Silver
- 2003: 4:e plats
- 2006: 4:e plats
- 2008: Brons
- 2010: Brons
- 2014: Guld
- 2018: Guld
- 2022: Semifinal

## Förbundskaptener
- Seiki Ichihara (1981)
- Takao Orii (1984)
- Ryohei Suzuki (1986–89)
- Tamotsu Suzuki (1989–96)
- Satoshi Miyauchi (1997–99)
- Tamotsu Suzuki (1999)
- Shinobu Ikeda (2000–02)
- Eiji Ueda (2002–04)
- Hiroshi Ohashi (2004–07)
- Norio Sasaki (2008–16)
- Asako Takakura (2016–2021)
- Futoshi Ikeda (2021–)[2]

## Laguppställning
Följande spelare ingår i spelartruppen i VM 2023 som spelas i Australien och Nya Zeeland.
- Matcher och mål är uppdaterade per den 19 juli 2023.

| Nr | Pos. | Namn            | Födelsedatum (ålder)      | Matcher | Mål |          | Klubb              |
| -- | ---- | --------------- | ------------------------- | ------- | --- | -------- | ------------------ |
| 1  | MV   | Ayaka Yamashita | 29 september 1995 (27 år) | 55      | 0   | Japan    | INAC Kobe Leonessa |
| 2  | F    | Risa Shimizu    | 15 juni 1996 (27 år)      | 59      | 1   | England  | West Ham United    |
| 3  | F    | Moeka Minami    | 7 december 1998 (24 år)   | 31      | 1   | Italien  | Roma               |
|    | F    | Saki Kumagai    | 17 oktober 1990 (32 år)   | 133     | 3   | Tyskland | Bayern München     |
| 5  | F    | Shior Miyake    | 13 oktober 1995 (27 år)   | 35      | 0   | Japan    | INAC Kobe Leonessa |
| 6  | MF   | Hina Sugita     | 31 januari 1997 (26 år)   | 35      | 2   | USA      | Portland Thorns    |
| 7  | MF   | Hinata Miyazawa | 28 november 1999 (23 år)  | 20      | 4   | Japan    | MyNavi Sendai      |
| 8  | MF   | Hikaru Naomoto  | 3 mars 1994 (29 år)       | 31      | 2   | Japan    | Urawa Reds         |
| 9  | A    | Riko Ueki       | 30 juli 1999 (23 år)      | 17      | 8   | Japan    | Tokyo Verdy Beleza |
| 10 | MF   | Fūka Nagano     | 9 mars 1999 (24 år)       | 30      | 2   | England  | Liverpool          |
| 11 | A    | Mina Tanaka     | 28 april 1994 (29 år)     | 62      | 23  | Japan    | INAC Kobe Leonessa |
| 12 | F    | Hana Takahashi  | 19 februari 2000 (23 år)  | 13      | 1   | Japan    | Urawa Reds         |
| 13 | MF   | Jun Endō        | 24 maj 2000 (23 år)       | 31      | 3   | USA      | Angel City         |
| 14 | MF   | Yui Hasegawa    | 29 januari 1997 (26 år)   | 63      | 14  | England  | Manchester City    |
| 15 | MF   | Aoba Fujino     | 27 januari 2004 (19 år)   | 7       | 0   | Japan    | Tokyo Verdy Beleza |
| 16 | MF   | Honoka Hayashi  | 19 maj 1998 (25 år)       | 22      | 0   | England  | West Ham United    |
| 17 | F    | Kiko Seike      | 8 augusti 1996 (26 år)    | 7       | 2   | Japan    | Urawa Reds         |
| 18 | MV   | Momoko Tanaka   | 17 mars 2000 (23 år)      | 5       | 0   | Japan    | Tokyo Verdy Beleza |
| 19 | F    | Miyabi Moriya   | 22 augusti 1996 (26 år)   | 0       | 0   | Japan    | INAC Kobe Leonessa |
| 20 | A    | Maika Hamano    | 9 maj 2004 (19 år)        | 4       | 0   | Sverige  | Hammarby IF        |
| 21 | MV   | Chika Hirao     | 31 december 1996 (26 år)  | 4       | 0   | Japan    | Albirex Niigata    |
| 22 | A    | Remina Chiba    | 30 april 1999 (24 år)     | 4       | 2   | Japan    | JEF United Chiba   |
| 23 | F    | Rion Ishikawa   | 4 juli 2003 (20 år)       | 1       | 0   | Japan    | Urawa Reds         |